# Geschiedenis van Broekburg
De geschiedenis van Broekburg begint in de tweede helft van de 3e eeuw na Christus toen de Noordzee de duinenrij aan de Vlaamse kust doorbrak en de er achtergelegen lage landen veranderde in een zeegolf, een natuurramp bekend als de Tweede Duinkerkse Transgressie. Het was pas vanaf de 7e eeuw dat de situatie door de constante aanslibbing enigszins veranderde en er in het uitgestrekte kustmoeras enkele plaatsen droog kwamen te liggen, de bakermat van onder andere Veurne, Sint-Winoksbergen en ook Broekburg.
De oudste vermelding van de site dateert van omstreeks 1035, toen men het over "Bruchburgh" had. In 1037 luidde het "Bruchburch" en in 1097 ging het over "Broburg", een plaatsnaam die onmiddellijk het oorspronkelijk karakter van de nederzetting verraadt: vesting in het moeras. "Oorspronkelijk karakter", want de nijvere kustbewoners slaagden erin om tussen de 7e en de 12e eeuw een kleine 3000 ha op het water te veroveren en in te polderen, waardoor de hele streek danig van karakter veranderde. Heel wat van die terrae novae werden overigens aan kerkelijke instellingen toegewezen.
De ligging in de waterrijke delta van de Aa maakte wel het graven van een tweeledige stadswal mogelijk. Bovendien was het betrekkelijk eenvoudig om de stad op het ontwateringsstelsel van kanalen aan te sluiten om zo eenvoudig handelsverkeer mogelijk te maken. Het Schipstadkanaal, dat de agglomeratie van west naar oost doorkruiste, sloot rechtstreeks aan op de Mello, de Palinckdyck en de Oude Kolme.
Hoewel men zoals gezegd pas in 1035 voor het eerst van de plaats gewag maakte, belet niets aan te nemen dat de nederzetting ouder is en mogelijk tot het einde van de 9e eeuw teruggaat. Broekburg kan heel goed een element geweest zijn in het defensiesysteem langs de kustlijn, dat door de Vlaamse graven opgericht werd als een soort Atlantikwall tegen de Noormannen en dat reikte van Zandgate (Sangatte) in Frankrijk tot Schouwen aan de Scheldemonding. Ze wordt in de Miracula Sancti Bertini Sithiensa omschreven als de "castella ibi recens facta", dat wil zeggen de kort voor 891 gebouwde vestingen.
De castella van dit type zijn over het algemeen goed te herkennen aan hun cirkelvormige structuur, iets wat in het geval van Broekburg niet zo gemakkelijk in de stadskern valt waar te nemen. Zich steunend op het plan van Jacob Van Deventer (circa 1560) kan men echter wel een cirkel veronderstellen, met een diameter van 180 meter en omschreven door de rue de la Paix, de rue Abbé Brasseur, de rue Jean Bart, de rue Carnot en de rue Paul Machy. De oudste kern bevindt zich hoe dan ook onmiddellijk ten zuidwesten van de parochiale Sint-Janskerk.
Rond 1100 vatte Clementia van Bourgondië, gravin van Vlaanderen, het plan op om iets ten zuiden van Broekburg een benedictinessenklooster te stichten, dat door haar gemaal graaf Robrecht II van Jeruzalem met goederen en inkomsten begiftigd werd. We weten niet hoe of waarom, maar na een tijdje werd het de gewoonte dat de intredende nonnen van adellijke afkomst moesten zijn, wat het ontstaan gaf aan de Onze-Lieve-Vrouweabdij of abdij der Edele Dames van Broekburg.
Nog in 1104 werd de stad als vesting vernoemd, in de zinsnede "monasterii sancte Marie, quod est in castro Brobune" (waarbij de N een aaneenschrijving is van de R en de C). Op dat ogenblik waren Broekburg en zijn castrum reeds het centrum geworden van een gelijknamige kasselrij, een bestuurlijke omschrijving waarvan tien dorpen (Sint-Joris-aan-de-Aa, Sint-Pietersbroek, Holke, Kapellebroek, Millam, Loon, Kraaiwijk, Loberge, Drinkam en Eringem) en enclaves in drie andere parochies afhingen. Het circa 12.700 ha grote grondgebied ervan, in 1071 afgesplitst van de oude kasselrij van Sint-Omaars, kan men ruwweg situeren tussen de Noordzee, de Aa, de weg Waten-Merkegem en de lijn Millam-Eringem-Loon. Alle erin gelegen heerlijkheden en lenen hingen af van het grafelijk leenhof van Broekburg, bekend als het Ghiselhuys. De oudst bekende burggraaf, Tamardus, werd in 1072 vernoemd; een van zijn opvolgers werd samen met de Vlaamse graaf Karel de Goede op 2 maart 1127 in de Brugse Sint-Donaaskathedraal vermoord.
Het bestaan van een dergelijk castrum, centrum van het regionale bestuurlijke, juridische en economische leven, wijst erop dat Broekburg in het Vlaamse kustgebied een belangrijke vesting was, een feit dat nog eens wordt onderstreept door de aanwezigheid van een grafelijk muntatelier in de eerste helft van de 11e eeuw, plus het ontvangen van een eerste keure uit de handen van graaf Boudewijn V van Rijsel in 1056 en een tweede van gravin Johanna van Constantinopel in 1240.
Was de stad oorspronkelijk bedoeld als een bolwerk tegen de Noormannen, in later eeuwen kreeg ze vooral betekenis als vesting in de Frans-Engelse oorlogen, en kende als zodanig menig beleg, wat uiteindelijk resulteerde in de wapenstilstand van 1375. Als gevolg hiervan viel Broekburg in Franse handen en droeg in die hoedanigheid bij tot de neergang van Vlaanderen: de stad leverde in 1382 een legergroep die in de Slag bij Westrozebeke de kant van de Franse overwinnaars stonden.
Misschien profiteerden de Engelsen toen van het feit dat de weerbare mannen elders bezig waren, want het jaar erop sloegen ze onder leiding van Henry Spencer, bisschop van Norwich, het beleg voor de stad en namen haar in, enkel om ze kort daarop opnieuw aan de Fransen te verliezen. Ze bleven echter prominent aanwezig, want in die tijd begon Engeland aan de overkant van de Aa. Naarmate men de 15e eeuw naderde, werd Calais met zijn Engels garnizoen dan ook een steeds grotere dreiging.
Tot de 17e eeuw kende de stad op economisch en cultureel gebied een zekere bloei, maar ze is nooit een uitgesproken handelsstad geweest, niet na de in 1458 verleende toestemming tot het houden van week- en jaarmarkten en ook niet na het verkrijgen van een maandmarkt.
Cultureel manifesteerde Broekburg zich net als veel andere stadjes en dorpen door de oprichting in 1531 van een zogenaamde Kamer van Rhetorica, een rederijkersgenootschap.
Hier hebben de godsdienstoorlogen van na 1556 bij uitzondering geen sporen nagelaten, want het stadsbestuur was kordaat genoeg om de goegemeente buiten deze en dergelijke twisten te houden. Ook het feit dat de Onze-Lieve-Vrouweabdij zich door toedoen van Keizer Karel V sinds 1551 binnen de veilige muren bevond, zal hier wel toe bijgedragen hebben.
Met de Frans-Spaanse oorlogen was het echter een andere zaak. Aan het einde van de 16e eeuw nam de strategische waarde van Broekburg gevoelig toe. Het lag immers pal in de frontlijn en wisselde hierdoor herhaaldelijk van bezetter. Daarom werd het centrum in 1637 voorzien van een streng regelmatige vesting, voorzien van 11 bastions, een geschutplatform bij de Oostpoort en een spui aan de Westpoort, die de watertoevoer naar de stadswallen regelde. Zelf koos de stad voor een derde partij: de Nederlander Willem III van Oranje, die echter in de Slag aan de Pene (1677) verpletterend door Frankrijk verslagen werd. Uiteindelijk was het alweer Lodewijk XIV die het pleit beslechtte: Spanje verloor op 14 juni 1658 de Slag der Duinen, waardoor de Franse generaal Turenne Broekburg kon innemen. Door het Verdrag van de Pyreneeën kreeg de koning niet alleen de stad maar de hele kasselrij. Om er zeker van te zijn dat Broekburg nooit meer een wapen zou zijn in de handen van zijn vijanden liet hij meteen de gebastionneerde vestingen totaal ontmantelen. Maar de beiaard kreeg hij niet in handen. De toenmalige beiaardier Gideon, die het carillon uit handen van de Fransen redde, is nog steeds een van de reuzen in de jaarlijkse carnavalsoptocht.
Tussen 1675 en 1685 werd de Broekburgvaart gegraven, dat de Aa bij Waten met de Duinkerkse achterhaven verbindt. Zelf heeft het stadje hier weinig profijt van getrokken, gelegen als het is in de schaduw van Frankrijks derde haven. Dit wordt treffend geïllustreerd door de overwelving van het Schipstadkanaal aan de noordzijde van de markt. De passerende schepen gebruikten voortaan de nieuwe noordelijke ringvaart. Nog in 1829 groef men tussen de quai des Traiteurs en de rue Jean Bart een waterbekken om handelsverkeer naar de markt toe te laten, maar dat is intussen alweer gedempt en vervangen door een openbaar parkje.
Zo kabbelde het leven dus voort, tot de Franse Revolutie een nieuwe stormwind over Broekburg bracht. 1792 is het rampjaar waarin men de Sint-Janskerk omvormde tot Tempel van de Rede, de klokken in gruzelementen sloeg, en alle kloosterorden ophief om hun goederen openbaar te verkopen. Meteen werd ook de eigen identiteit een slag toegebracht door het vervangen van de 22 eentalig Vlaamse straatnamen in het centrum door Franse.
Een bestuurlijke nieuwigheid was de afscheiding van Broekburg van haar omliggende platteland, het zogenaamde Broekburg-Buiten (Bourbourg-Campagne), dat tot zelfstandige gemeente verheven werd. Deze toestand bleef tot in 1945 duren.
De 19e eeuw brengt gebeurtenissen van alle soorten: in het kader van de strijd tegen Napoleon bezetten in 1814 de Pruisen de stad, in 1816 gevolgd door de Engelsen.
1814 is ook het geboortejaar van de Charles-Etienne Brasseur, een internationaal bekende historicus en ontdekkingsreiziger die verschillende expedities naar Mexico en Midden-Amerika leidde.
Het is ook de tijd van de eerste urbanisatiewerken: men nivelleerde wat rest van de stadsvesten, met behoud van het aanpalende stratennet; verschillende markten werden aangelegd, waaronder de Koemarkt op de plaats van het gesloopte klooster der Grauwe Zusters; en in het centrum trok men verschillende openbare gebouwen op, waaronder de post, een vishalle annex arsenaal, twee scholen en een rijkswachtkazerne. Ten slotte werden er ook nog drie nieuwe straten gelegd, waaronder een over de terreinen van de verdwenen abdij.
Intussen was het oude landhuis, ooit zetel van de in 1792 afgeschafte kasselrij en sindsdien in gebruik als stadhuis, zodanig in verval geraakt dat men in 1840 besloot een nieuwe constructie op te trekken. De bouw zou twee jaar in beslag nemen.
Op economisch gebied deed Broekburg het bepaald goed: het ontwikkelde zich tot belangrijke landbouwmarkt en herbergde naast enkele fabrieken van kaarsen, zeep en bleekwater ook nog enkele brouwerijen, 6 koren- en 7 oliemolens.
Ondertussen stond de vooruitgang niet stil en deed een nieuw fenomeen zijn intrede: de trein. Broekburg werd het bescheiden knooppunt van de lijnen Waten-Grevelingen (1873) en Duinkerke-Calais (1876).
Aan het begin van de 20e eeuw kreeg de stadskern haar huidige uitzicht door het dempen van de laatste kanalen. Op hun plaats werden nieuwe straten aangelegd of bestaande verbreed. Zo dragen de overwelvingen boven het Schipstadkanaal nu de Nieuwstraat (rue Neuve), de quai du Cerf en de quai des Traiteurs (nu de rue de Bayonne). De werken in de westelijke helft waren voltooid in 1925, de laatste 240m tussen de rue des Pénitentes en de Pont des Soupirs werden in 1932 overwelfd en heraangelegd.
De Tweede Wereldoorlog heeft in deze stad diepe wonden geslagen. Op 23 mei 1940 vielen er de eerste granaten, twee dagen later stortte een Duits vliegtuig vol op de kerk neer en zette het aanpalende huizenblok in brand. De 28e mei, slechts 18 dagen na het begin van de oorlog, stonden de Duitsers reeds voor de poorten, om pas op 8 september 1944 te worden verjaagd. In de tussenliggende 4 jaar werden er van de 649 gebouwen 42 verwoest en 72 beschadigd. 60 jaar na de oorlog is de Sint-Janskerk deze gebeurtenissen nog steeds niet te boven gekomen.
Vandaag heeft de stad ondanks de vestiging van enkele bedrijven slechts regionale betekenis. Aan het verleden als vestingstad herinnert enkel een cirkelvormig stratenpatroon, terwijl van de kerkelijke en burgerlijke monumenten nagenoeg niets bewaard bleef.